# 황여새

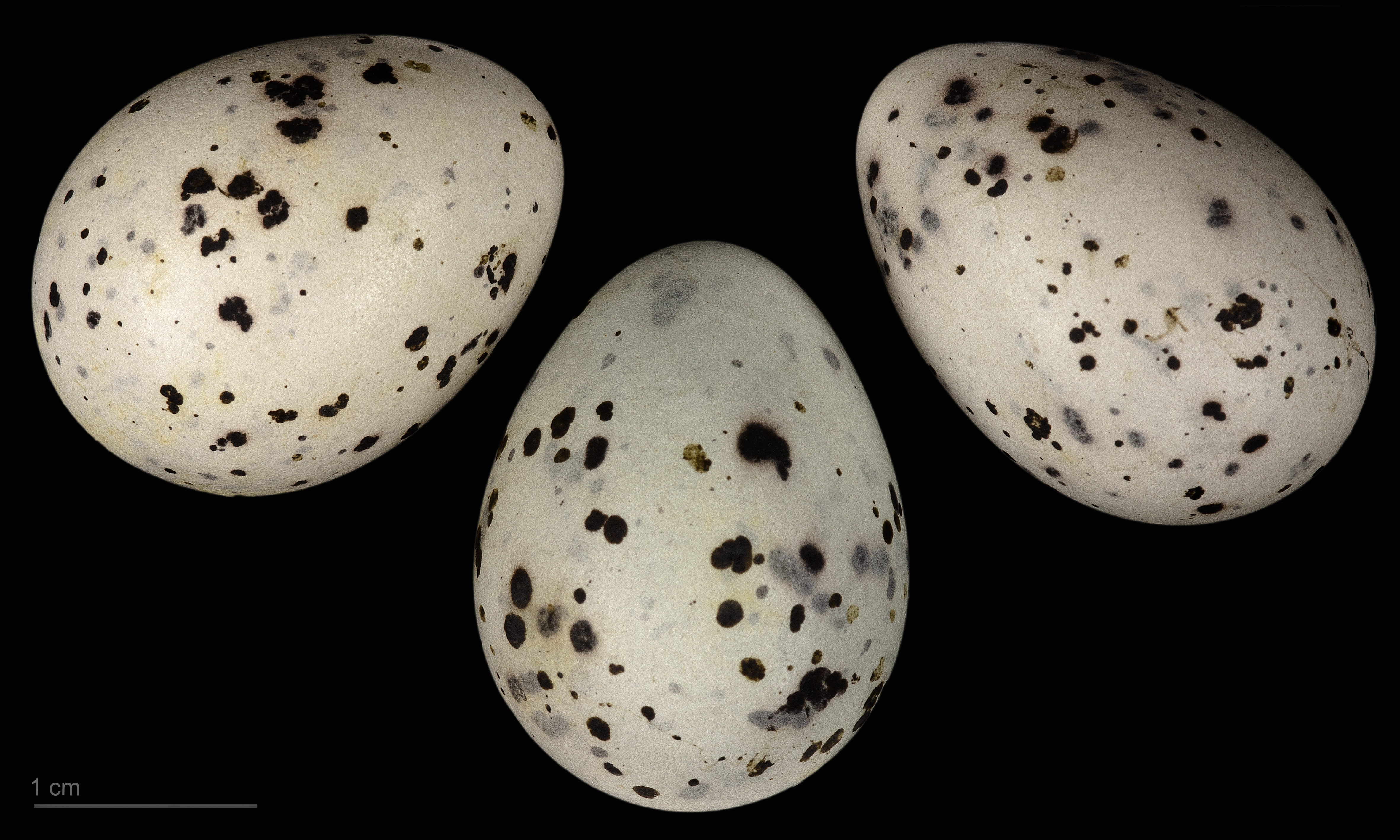
Bombycilla garrulus

황여새는 참새목 여새과의 한 종으로, 한국에서는 겨울철새이다. 몸은 전체적으로 회색이며, 얼굴과 꼬리 아래는 주황색이다. 긴 머리깃이 있고, 꼬리 끝이 선명한 노란색을 띤다. 날개는 끝이 검고, 흰색·노란색·빨간색 무늬가 있다. 검은색 눈선이 있다. 홍여새와 비슷하다.
꼬리깃의 끝이 선명한 황색을 띠어 황여새라고 한다. 날개는 붉은색과 검은색이 섞여 있으며 그 끝에 초 같은 부속물이 있다. 침엽수림, 정원 등에 서식하며 식물성 먹이를 먹으며, 특히 식물의 열매를 좋아한다. 4-6개의 알을 낳으며, 알은 옅은 청색에 검은색 반점이 있다. 10-100마리가 무리를 지어 나무 위에서 생활한다.
아시아 북부·북아메리카 서북부·시베리아 지대에서 번식하며, 번식지 남쪽의 온대지역에서 월동한다. 우리나라에서는 겨울에 볼 수 있다.